# Тетрадзе Омарі Михайлович
Омарі Михайлович Тетрадзе (рос. Омари Михайлович Тетрадзе, нар. 13 жовтня 1969, Веліспірі) — радянський та російський футболіст грузинського походження, що грав на позиції правого півзахисника, в кінці кар'єри — на позиції захисника. Виступав за «Динамо» (Москва), а також збірні СНД та Росії.
По завершенні ігрової кар'єри — футбольний тренер.

## Клубна кар'єра
Починав грати в «Динамо» (Тбілісі). У 1986 році у складі збірної Грузинської РСР виграв всесоюзний турнір «Кубок Надії» (під прізвищем Осіпов). У «Динамо» в той час повинні були грати футболісти тільки під грузинським прізвищем, і батько Омарі, Михайло Осіпов, вирішив, щоб син узяв прізвище бабусі — Тетрадзе.
Протягом 1991–1995 років захищав кольори московського «Динамо». 1 лютого 1993 року зламав щелепу в результаті побиття співробітниками міліції.
У 1995 році, після відходу з московського «Динамо», на Кубку Співдружності 1995 року виступав за московський «Спартак», проте після турніру підписав контракт з «Аланією». 
У 1997 році уклав контракт з італійською «Ромою». Однак кар'єрі в Ромі завадила важка травма (сильне розтягнення хрестоподібної зв'язки коліна), отримана в матчі проти збірної Люксембургу 30 квітня 1997 року. 2 лютого 1999 року розірвав контракт з «Ромою» і повернувся в Москву. 
Згодом Тетрадзе прийняв пропозицію грецького ПАОКа, з яким виграв Кубок Греції у 2001 році, проте через бажання знову потрапити в збірну Росії повернувся в «Аланію».
Протягом сезону 2003 року захищав кольори «Анжі».
Завершив професійну ігрову кар'єру у клубі «Крила Рад» (Самара), за який виступав протягом 2004—2005 років.

## Виступи за збірні
1991 року захищав кольори олімпійської збірної СРСР. У складі цієї команди провів 5 матчів.
На початку 1992 року провів три матчі у складі національної збірної СНД, проте в остаточну заявку на Євро-1992 не потрапив.
16 серпня 1992 року зіграв у історичному першому матчі збірної Росії проти Мексики (2:0). У складі збірної був учасником чемпіонату світу 1994 року у США (1 матч) та чемпіонату Європи 1996 року в Англії (3 матчі, 1 гол). Був у списку кандидатів на поїздку на чемпіонат світу з футболу 2002 року, але не потрапив у підсумкову заявку, адже не зміг переконати тренерів збірної у своїй необхідності.
Всього за збірну Росії провів 37 матчів, забив 1 гол.

## Кар'єра тренера
Після завершення ігрової кар'єри залишився у «Крилах Рад», ставши асистентом головного тренера. У тому ж році, за словами камерунського захисника клубу Сержа Бранко, Тетрадзе погрожував футболісту пістолетом за відмову гравця добровільно програти матч клубу «Москва». 
З 2007 року працював головним тренером «Анжі». 16 березня 2010 року Тетрадзе подав у відставку з поста головного тренера «Анжі». На думку спортивного оглядача «Нової газети», Тетрадзе подав у відставку через небажання брати участь в «договірних матчах» своєї команди з клубами з сусідніх регіонів, «Спартаком-Нальчик», «Тереком» та «Аланією». Офіційними причинами відставки стала втома і бажання бути із сім'єю; у той же час Тетрадзе не спростував й існування інших причин, хоча і відкинув припущення про те, що призвели до відставки договірні матчі. 
8 травня 2010 року очолив нижегородську «Волгу». У тому ж році Олександр Тарханов сказав, що нібито хтось із керівництва «Волги» звертався до очолюваних ним «Хімок» про «здачу» матчу. Тетрадзе на це відповів, що йому неприємно чути таке, і що команда покращила своє турнірне становище тільки за рахунок гри. У 2011 році Омарі спростував чутки про договірний матч його команди і клубу «Анжі». 15 червня 2011 року незадоволений результатами команди президент «Волги» Олексій Гойхман відправив Тетрадзе у відставку.
У лютому 2013 року став біля керма казахстанського клубу «Жетису». У липні 2014 року клуб почав відчувати фінансові проблеми і подав в суд на Тетрадзе, і у вересні 2014 року Омарі разом зі своїм штабом покинули команду за взаємною домовленістю сторін, в тому числі і через інцидент із затриманням одного з помічників тренера нарядом міліції.
7 жовтня 2015 року призначений тренером «Єнісея». По закінченню сезону подав у відставку, хоча формально не тренував команду останні кілька турів.
30 травня 2016 року очолив казахстанський «Тобол» (Костанай).

## Особисте життя
Має грецькі корені, під час виступу у Греції отримав громадянство цієї країни і навіть служив у грецькій армії, проте пізніше відмовився від нього.

## Досягнення

### Як гравець
- Чемпіон Росії: 1995
- Володар Кубка Греції: 2000/01
- Чемпіон Європи (U-18): 1988
- Срібний призер чемпіонату Росії: 1994, 1996
- Бронзовий призер чемпіонату Росії: 1992, 1993, 2004
- Лауреат премії «Стрілець» (кращий захисник): 1995, 1996

### Як тренер
- Переможець Першого дивізіону ПФЛ: 2009 (вихід в Прем'єр-лігу)
- Срібний призер Першого дивізіону ПФЛ: 2010 (вихід в Прем'єр-лігу)
- Володар Кубка Грузії: 2023